# قلعة نو (فورغ)
قلعة نو (بالفارسية: قلعه نو) هي مستوطنة تقع في إيران في فارس. يقدر عدد سكانها بـ 1,631 نسمة .